# Jean-Baptiste Barrois
 (juin 2025).
Jean-Baptiste Joseph Barrois est un homme politique français né le 22 février 1784 à Lille (Nord) et décédé le 17 juillet 1855 dans la même ville.
Fils d'un riche négociant, il voyage pendant sa jeunesse et visite la Grèce. Adjoint au maire de Lille, il est député du Nord de 1824 à 1830, siégeant dans la majorité soutenant les ministères de la Restauration.

## Sources
« Jean-Baptiste Barrois », dans Adolphe Robert et Gaston Cougny, Dictionnaire des parlementaires français, Edgar Bourloton, 1889-1891 [détail de l’édition]